# Шебутинцы (Черновицкая область)
Шебу́тинцы (укр. Шебутинці) — село в Сокирянской городской общине Днестровского района Черновицкой области Украины.
До 2020 года входило в Сокирянский район.
Население по переписи 2001 года составляло 1664 человека. Телефонный код — 3739. Код КОАТУУ — 7324089501.